# 孤立点

一個落於原點的孤立點，詳見內文

孤立点（英語：Acnode），在数学上是指坐标满足曲线方程，但并不落在曲线上的点，是一種奇点。以下函數為例，
{\displaystyle f(x,y)=y^{2}+x^{2}-x^{3}=0}
此函數在原點有一孤立點，此函數可改寫成
{\displaystyle y^{2}=x^{2}(x-1)}
注意{\displaystyle x^{2}(x-1)}只在{\displaystyle x\geq 1}或{\displaystyle x=0}時非負，從而{\displaystyle y}有實數解，所以在{\displaystyle x<1}時，此函數只在原點(0, 0)有解。但若考慮複數，原點就不再是孤立點，因為複數平方可以是負數。事實上，雙複變數多項式之解不可能含有孤立點。